# Waginger See
Le Waginger See est un lac d'une superficie de 6,61 km2 qui se trouve au sud-est de l'Allemagne dans le land de la Bavière.

## Source de la traduction
- (de) Cet article est partiellement ou en totalité issu de l’article de Wikipédia en allemand intitulé « Waginger See » (voir la liste des auteurs).